# Plastforurening
Plastforurening, plastikforurening eller kunststofforurening betegner ophobning af plast i naturen, der sker bevidst eller ubevidst, med den efterfølgende nedbrydning til mindre og mindre plastpartikler. Plastforureningen er til fare for miljøet og berører både dyr, planter og mennesker. Plast er således en af de største trusler, vores oceaner står over for i dag, og forårsager utallige skader på økosystemer, enorme økonomiske skader på kystsamfund og udgør en potentiel sundhedstrussel for mere end tre milliarder mennesker, der er afhængige af fisk og skaldyr.
Plast-nedbrydningspartiklerne inddeles i makroplast, mesoplast, mikroplast og nanoplast. Siden plast blev alment tilgængelig er forureningens omfang tiltaget, korreleret med hvor billig og holdbar plast har vist sig at være. Man er nu blevet opmærksom på at plastforurening er et globalt miljøproblem, specielt det enorme omfang forureningen af oceanerne har antaget.
I betragtning af mængden af plastmateriale, som ikke kan nedbrydes, vil det forårsage kaos i miljøet, hvilket forårsager langsigtede problemer for planter, dyr såvel som mennesker. Havdyr fanges og indvikles i makroplast og mindre stykker makroplast forveksles som føde der kan spises og det medfører fatale ophobninger af plast i dyrenes mave-tarmkanal. Plastaffald forårsager døden for mere end en million havfugle hvert år, såvel som mere end 100.000 havpattedyr.
Mindre plastpartikler spises også af havdyr og føres igennem fødekæden. Mennesker indtager et stort antal mikroplastpartikler uden at vide det. Ingen ved endnu hvilke følger dette vil få for dyr eller mennesker - også set i lyset af de giftige og hormonforstyrrende kemiske bestanddele som de fleste plasttyper består af. Desuden akkumulerer plastpartikler langsomt-nedbrydelige organiske forbindelser, de såkaldte evighedskemikalier, fra miljøet som polyklorerede bifenyler og andre skadelige stoffer.

## Forurening af mennesker og fødekæden
Plastforureningen af jorden inklusivt vand, luft, mennesker og fødekædens dyr og planter er meget dårligt belyst og endnu mindre er følgevirkningerne, men der tegner sig et billede af udbredt forurening.
En undersøgelse i 2019 skønner at amerikanere indtager fra 39.000 til 52.000 plastpartikler om året med føden og yderligere et stort antal i indåndingsluften, så der gennemsnitligt indtages mere den 74.000 plastpartikler om året. Babyer indtager måske meget mere igennem mad tilberedt i plastbeholdere af polypropylen, der afgiver mange mikroplastpartikler ved opvarmning og sterilisering, i millionvis af partikler pr. liter.
Der er også fundet mikroplast i det danske drikkevand og i drikkevand på plastflasker fra ni forskellige lande er der fundet et meget højt indhold af plastpartikler.
En tysk undersøgelse i 2019 godtgør at næsten alle børn er forurenet med blødgørere, deraf to med fastsatte grænseværdier, der er fundet overskredet, hvilket er bekymrende bl.a. på grund af blødgørernes karakter som hormonforstyrrende stoffer
I 2022 er mikroplast blevet fundet i menneskers blod for første gang med plastpartikler i næsten 80 % af de testede mennesker.

## Plasttyper
I naturen er almindelig plast kemisk bestandigt, men nedbrydes til mindre og mindre partikler
- Makroplast eller makroplast
- Plastfibre eller plastfibre
- Mesoplast
- Mikroplast defineret som plaststykker mindre end 5 mm, andre definerer mikroplast som partikler mellem 1 og 5 mm.[23]
- Små mikroplastpartikler på 0,01 mm (dvs. 10 mikrometer)
- Nanoplast defineres som partikler i nanostørrelse, dvs. mindre end 0,0001 mm (dvs. 100 nm)[24]

## Forureningens omfang
Tilsammen producerer danskerne 340.000 ton plastikaffald om året svarende til 60 kilo per person. I 2019 kortlægges plastforureningens omfang i Danmark ved en storstilet naturvidenskabsfestival for skolebørn.
Plastforureningen af oceanerne var det første iøjnefaldende eksempel på plastforureningen, på grund af opkoncentreringen i de store gyrer (strømhvirvler). Nu er den nået et enormt stort omfang, men da det er vanskeligt at udføre nøjagtige målinger og beregninger, kendes det nøjagtige omfang af plastforureningen ikke. Der producers årligt 360 millioner ton plast på verdensplan, og deraf skønner man at 8 millioner ton ender i oceanerne stigende til over 17 millioner ton i 2025. En undersøgelse i 2014 anslog partikelforureningen at være på 5,25 • 1012 (dvs. 5,25 billioner) partikler, på en samlet vægt af 269.000 ton deraf 93.000-236.000 ton som mikroplast..
Yangtze, Indus, Den gule flod, Hai, Nilen, Ganges, Pearl, Amur, Niger og Mekongfloderne bidrager med 95% af plasten, der ender i oceanerne.
I 2017 anslås at havforureningen er på mellem 4 og 12 millioner ton plast hvert år, og at tallet forventes at blive fordoblet over de næste ti år. Selv dybhavsrejer er forurenet med mikroplast.
Selv meget afsides beliggende lokaliteter som øen Henderson i det sydlige Stillehav undgår ikke menneskeskabt forurening, og det anslås at denne ø er dækket af 37 millioner stykker plast - mellem 21 og 671 stk. plast pr. kvadratyard.
Mere hjemlige strande bærer også vidnesbyrd om forureningens omfang.
Forureningen med mikroplast i Danmark er bedømt at være mellem 6.100 og 15.400 ton årligt.
En underkendt kilde til miljøpåvirkning gennem forurening er cigaretfiltre, der består af celluloseacetat, der er ti år om at nedbrydes i naturen.

## De skandinaviske farvande
Plastforureningen af de skandinaviske farvande blev undersøgt i 2010. Den viste sig at være på 2000 plastpartikler pr m3 og stigende i de indre farvande. I den Botniske bugt ved Umeå fandt man 104.780 plastpartikler og 14.620 egentlige plastfibre per kubikmeter havvand.

## Oceanerne
Plastaffald fanges af vind og havstrømme og føres frem til de store strømhvirvler i oceanernes midte, også kaldet gyrer:
- Den nordatlantiske gyre
- Den sydatlantiske gyre
- Den nordlige Stillehavsgyre, forureningen omtales som Affaldsøen i Stillehavet
- Den sydlige Stillehavsgyre[40]
- Det indiske oceans gyre

Fem lande bidrager mere til havforureningen med plast end resten af verden
Plastforureningen af oceanerne er så fyldig at den omtales som kontinental
:
“Verdens 8. superkontinent af plastic er blevet en bizar realitet. Plasticaffaldet består af alt mellem himmel og jord, herunder lightere, kuglepenne, kapsler, engangsflasker, bolde, poser, dunke, badedyr, kajakker, emballage, tandbørster, engangskrus, nylon, bestik, diverse PVC/polystyrenforbindelser, LEGO-klodser, reb, fiskenet m.v.”
Forureningen i Stillehavet er omtalt som Affaldsøen i Stillehavet. En undersøgelse i 2010 fandt 750.000 plastpartikler pr km3 i overfladen
.

## Forureningen af landjorden
Man ved ikke hvor meget plastaffald der bevidst eller ubevidst ender i naturen, men man ved for eksempel at det tager omkring 500 år for en plastpose at blive nedbrudt. Der vides heller ikke meget om hvilke kredsløb plastaffaldet indgår i, til skade for miljøet, dyr og mennesker. Som med havdyr, fanges mindre dyr i plastaffald, der er skyld i deres død

## Bekæmpelse af plastforurening
En effektiv bekæmpelse af plastforureningen vil indebære omfattende genbrug af plast og lukning af alle kilder til forureningen
Nogle tiltag til bekæmpelse af plastforureningen:
- Nytænkning om brugen af plast.[48]
- Nye typer plast der er totalt genbrugelige.[49][50][51]
- Biologisk nedbrydning. Mikrobiologisk nedbrydning af plast.[52][53] Man har sågar fundet plast-spisende larver.[54][55]
- Enzymatisk nedbrydning.[56][57]
  - FAST-PETase (efter en. functional, active, stable, tolerant, polymer, polyethylene, terephthalate)[58][59]
- Omdannelse til brændstof.[60]
- Opsamling af plast i oceanerne for at formindske mængden af plast, der allerede er i naturen.[61][62][63]

## Eksterne links
- WE MADE PLASTIC. WE DEPEND ON IT. NOW WE’RE DROWNING IN IT. National Geographic 2018
- Plastic Change - den danske organisation bag bekæmpelse af den globale plastikforurening
- Det forsvinder jo? 2016 (Webside ikke længere tilgængelig)
- Danmarks Naturfredningsforenings anbefalinger: Affald i havet koster dyreliv Arkiveret 11. januar 2022 hos  Wayback Machine
- Kæmpe affalds-ø opdaget i Atlanterhavet 2010
- Oceaner af plastic
- Did a 19-Year-Old Really Just Solve One of Earth’s Biggest Environmental Problems?
- Gigantisk plastik-ø i Stillehavet skal kortlægges. Ingeniøren 2009
- Microplastic pollution prevalent in lakes, too. Science Daily 2013
- How Big Is the "Great Pacific Garbage Patch"? Science vs. Myth
- The ‘Great Pacific Garbage Patch’ Is Ballooning, 87,000 Tons of Plastic and Counting. NYTimes 2018
- Melati and Isabel Wijsen: Our campaign to ban plastic bags in Bali. TED talks